# 东风水库 (凤翔)
东风水库是中国陕西省宝鸡市凤翔区境内的一座水库，位于雍水河上，建于1970年。水库正常库容为900万立方米，集雨面积为365平方千米，海拔为744米。